# Jean de Durand de Prémorel
Jean Jules de Durand de Prémorel (Longwy, 23 september 1833 - Rochefort, 27 maart 1906) was een Belgisch-Luxemburgs edelman.

## Levensloop
Jules de Durand was een zoon van Alexis Durand, lijfwacht van koning Lodewijk XVIII, lid van de Société des sciences naturelles in Luxemburg, en van Marie-Cathérine de Nothomb. Hij werd bosinspecteur in Frankrijk. In 1876 kreeg hij de Belgische naturalisatie en in 1883 werd hij ingelijfd in de Belgische erfelijke adel, op het argument dat zijn voorvaders al minstens vier generaties adellijk leefden. Hij trouwde in Differdange in 1857 met Hortense Paquin (1837-1918). Ze kregen vier kinderen.

## Afstammelingen
- Gaston de Durand de Prémorel (1857-1936) trouwde in Brussel in 1888 met Marie-Reine Level-Coumont (1866-1954).
  - Adrien de Durand de Prémorel (1891-1968), schrijversnaam Adrien de Prémorel, was voorzitter van de Académie luxembourgeoise, lid van de Académie internationale de culture française, lid van de Académie internationale Leonardo de Vinci, bestuurder van de Association des écrivains de langue française en Belgique, trouwde in Noville in 1913 met Mariette d'Hoffschmidt (1887-1939). Ze kregen acht kinderen.
    - Henri de Durand de Prémorel (1914-1954) was vrijwilliger in het Belgisch Koreabataljon en sneuvelde in Korea.
    - Charles de Durand de Prémorel (1915-1980) trouwde in 1942 (gescheiden) met Fernande Dandois (1923-2005) en hertrouwde in 1958 met Thérèse Van Vaerenbergh (1927- ). Met afstammelingen tot heden.
    - Jean de Durand de Prémorel (1919-1945), lid van het Verzet, overleed in Duitsland op 10 april 1945. Hij was getrouwd met Magali Schul (1918-2012), die in 1949 hertrouwde met kolonel Guy Weber (1921-2004), officier in de Brigade Piron, militair adviseur van Moïse Tshombé, vleugeladjudant van koning Leopold III, binnen de NAVO medewerker van generaal Lemnitzer.